# Har Shekhanya
Har Shekhanya (hebreiska: הר שכניה) är ett berg i Israel.   Det ligger i distriktet Norra distriktet, i den norra delen av landet. Toppen på Har Shekhanya är 465 meter över havet, eller 150 meter över den omgivande terrängen. Bredden vid basen är 3,5 km.
Terrängen runt Har Shekhanya är huvudsakligen kuperad, men söderut är den platt.Runt Har Shekhanya är det ganska tätbefolkat, med 80 invånare per kvadratkilometer. Närmaste större samhälle är Nasaret, 16,9 km söder om Har Shekhanya. Trakten runt Har Shekhanya består till största delen av jordbruksmark.